# Mikroregion Údolí Vltavy
Mikroregion Údolí Vltavy je dobrovolný svazek obcí dle zákona v okresu Mělník, okresu Praha-východ a okresu Praha-západ, jeho sídlem jsou Kralupy nad Vltavou a jeho cílem je zkvalitnění života v kraji, získávání peněz z EU. Sdružuje celkem 5 obcí a byl založen v roce 1905.

## Obce sdružené v mikroregionu
- Kralupy nad Vltavou
- Libčice nad Vltavou
- Roztoky
- Řež (obec Husinec)
- Veltrusy